# Jacques Duntze
Jacques Duntze, né le 20 juin 1922 à Aimargues et mort le 6 février 1995 à Versailles, est un aviateur et résistant français.

## Biographie
Fils du médecin Jean Duntze, originaire de Brême un temps animateur de la communauté protestante nîmoise, et frère du dermatologue Francis Duntze, Jacques René Raymond Duntze naît le 20 juin 1922 à Aimargues,, au mas Saint-Michel appartenant à la famille Castelnau. Il grandit et fait ses classes à Nîmes.
En 1942, il s'engage comme convoyeur clandestin de juifs persécutés vers la Suisse pour la Cimade. En parallèle, sa mère loge Étienne Saintenac qui est cependant arrêté en avril 1944. En avril de l'année suivante, il rejoint la France libre, gagnant les Pyrénées puis l'Espagne, où il est arrêté, mais il réussit à rejoindre l'Algérie puis le Maroc. Là, ayant réussi le brevet d'aviateur, il passe élève-officier de réserve, et peut intégrer les Forces aériennes françaises libres en septembre 1944 : on lui confie des bombardiers lourds et il fait parte de l'équipe des 2/23 Guyenne.
En 1946, il épouse Jacqueline Labat avec qui il a trois filles. En parallèle, fort de son expérience dans l'aviation durant la guerre, il entre à Air France dès la création de la société. Il y mène une carrière qui le conduit notamment aux postes de chef de l'escale transatlantique aux Açores, inspecteur d'escale, chef des opérations aériennes, et directeur du personnel navigant. Il est du premier vol Paris-Dakar-Rio de Janeiro du Concorde, en 1976.
Il exerce aussi des responsabilités au sein de l'Église réformée de France, notamment celle de président du diaconat et du conseil presbytéral du temple protestant de l'Étoile, et de bénévole au sein de Meromedia.
Il continue son engagement sous la forme associative après sa retraite : ayant adhéré à Aviation sans frontières en 1983, il en est ainsi le secrétaire général de 1985 à 1989. Il fait du conseil aux entrepreneurs au sein d'API PME.
Chevalier du Mérite et de la Légion d'honneur, il meurt le 6 février 1995.